# Agua Dulce, Quận El Paso, Texas
Agua Dulce là một nơi ấn định cho điều tra dân số (CDP) thuộc quận El Paso, tiểu bang Texas, Hoa Kỳ. Năm 2010, dân số của nơi này là 3014 người.

## Dân số
- Dân số năm 2000: 738 người.
- Dân số năm 2010: 3014 người.